# Windows Phone 7
Windows Phone 7 és el primer llançament del sistema operatiu mòbil Windows Phone, llançat a tot el món el 21 d'octubre de 2010, i en els Estats Units el 8 de novembre de 2010. Va rebre diverses actualitzacions grans, la darrera és Windows Phone 7.8, que es va llançar el gener de 2013 i va afegir algunes funcions portades des de Windows Phone 8, com ara una pantalla d'inici més personalitzable.
Microsoft va finalitzar el suport per a Windows Phone 7 el 14 d'octubre de 2014. Va ser succeït per Windows Phone 8, que va ser llançat el 29 d'octubre de 2012.

## Història
Microsoft va presentar oficialment el nou sistema operatiu, la Sèrie Windows Phone 7, al Mobile World Congress a Barcelona el 15 de febrer de 2010, a va revelar detalls addicionals a la MIX 2010 El 15 de març de 2010. El SDK final es va posar a disposició el 16 de setembre de 2010. HP després va decidir no construir dispositius per a Windows Phone, citant que volia centrar-se en dispositius per a la seva recent compra webOS. Com que el seu nom original va ser criticat per ser massa complex i "verbós", el nom del sistema operatiu es va reduir oficialment a  'Windows Phone 7'  el 2 d'abril de 2010.
L'11 d'octubre de 2010, el CEO de Microsoft Steve Ballmer va anunciar els 10 dispositius de llançament de Windows Phone 7, realitzats per HTC, Dell, Samsung, i LG, amb vendes a partir del 21 d'octubre de 2010 a Europa i Austràlia i el 8 de novembre de 2010 als Estats Units. Els dispositius es van posar a disposició de 60 operadors en 30 països, amb dispositius addicionals que es llançaran el 2011. Després del llançament de la revisió "Mango" de Windows Phone 7, els fabricants addicionals es van convertir en socis, incloent-hi Acer, Fujitsu, i ZTE.
Windows Phone va recolzar inicialment vint-i-cinc idiomes, amb aplicacions disponibles a través de la Windows Phone Store a 35 països i regions. El suport per a idiomes i regions addicionals va ser posteriorment aportat tant les actualitzacions de Mango com Tango al SO respectivament.

## Característiques

### Nucli
Windows Phone 7 és l'única versió de Windows Phone que presenta un nucli basat en la versió Windows Embedded Compact 7 de Windows Embedded CE, que també es va utilitzar als sistemes Windows Mobile i Pocket PC.

### Interfície d'usuari
Windows Phone 7 presenta una interfície d'usuari basada en un sistema de disseny amb nom en clau i comunament conegut com a Metro. La pantalla d'inici, anomenada "Pantalla d'inici", està formada per "Rajoles Dinàmiques". Les Rajoles són enllaços a aplicacions, característiques, funcions i elements individuals (com ara contactes, pàgines web, aplicacions o elements multimèdia). Els usuaris poden afegir, reorganitzar o eliminar les rajoles. Les rajoles són dinàmiques i s'actualitzen en temps real, per exemple, la rajola d'un compte de correu mostra la quantitat de missatges no llegits o una rajola pot mostrar una actualització en temps real del clima.
Diverses funcions clau de Windows Phone 7 s'organitzen en "centres", que combinen contingut local i en línia mitjançant la integració de Windows Phone amb les xarxes socials populars com poden ser Facebook, Windows Live, i Twitter. Per exemple, el centre de fotografies mostra fotos capturades amb la càmera del dispositiu i els àlbums de fotos de Facebook de l'usuari i el centre de Persones mostra els contactes afegits de diverses fonts, inclosos Windows Live, Facebook i Gmail. Des del Centre, els usuaris poden fer comentaris i "M'agrada" directament a les actualitzacions de la xarxa social. Els altres centres incorporats són Xbox Music i Video, Xbox Live Games, Windows Phone Store, i Microsoft Office. A causa dels canvis del servei de Facebook Connect, el suport de Facebook està desactivat a totes les aplicacions incloses a partir del 8 de juny de 2015.
Windows Phone utilitza la tecnologia multitàctil. La interfície d'usuari de Windows Phone predeterminada té un tema fosc que prolonga la vida de la bateria en pantalles OLED, ja que els píxels totalment negres no emeten llum. L'usuari pot triar un tema brillant, i també pot triar entre diversos colors d'accent. Els elements de la interfície d'usuari com les rajoles es mostren en el color d'accent escollit per l'usuari. Les aplicacions de tercers es poden configurar temàticament amb aquests colors.

### Entrada de text
Els usuaris ingressen text utilitzant un teclat virtual a la pantalla, que té una secció dedicada per a la inserció d'emoticones, and features spell checking i predicció de paraules. Els desenvolupadors d'aplicacions (tant empreses com ISV) poden especificar versions diferents del teclat virtual per limitar als usuaris a determinats conjunts de caràcters, com ara els caràcters numèrics. Els usuaris poden canviar una paraula després de la seva escriptura tocant la paraula, que invocarà una llista de paraules semblants. Prement i mantenint premudes tecles es mostraran caràcters similars. Les tecles són una mica més grans i més espaiades quan estan en mode horitzontal. Els telèfons també es poden fer amb un teclat físic per a l'entrada de text. Els usuaris també poden afegir accents a les lletres mantenint una lletra individual.

### Missatgeria
El sistema de missatgeria de Windows Phone 7 s'organitza en "subprocessos". Això permet mantenir una conversa amb una persona a través de diverses plataformes tal com Windows Live Messenger, la missatgeria de Facebook, o els SMS dins d'un sol fil, canviant dinàmicament els serveis segons la disponibilitat.

### Navegador web

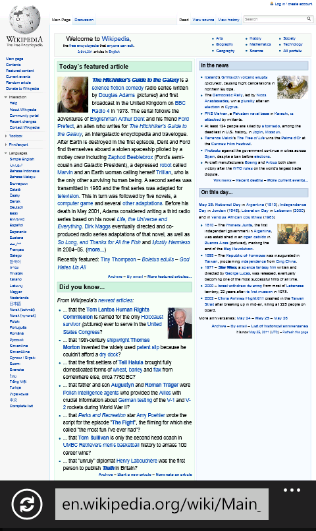
Internet Explorer Mobile a Windows Phone

Windows Phone 7.5 té una versió de Internet Explorer Mobile amb un motor de representació en què es basa en Internet Explorer 9.
El navegador web integrat permet a l'usuari mantenir una llista de pàgines web preferides i rajoles que enllaçen a pàgines web a la pantalla d'inici. El navegador admet fins a 6 pestanyes, que poden carregar-se en paral·lel. Altres característiques inclouen gestos multitàctils, una IU racionalitzada, animacions llises de zoom per aumentar/disminuir, la possibilitat de desar imatges que es troben a pàgines web, compartir pàgines web per correu electrònic i donar suport a la cerca en línia que permeti a l'usuari cercar una paraula o frase en una pàgina web escrivint-la. Microsoft ha anunciat els plans per actualitzar periòdicament el navegador web de Windows Phone i el seu motor de disseny independentment del sistema d'actualització de Windows Phone.

### Contactes
Els contactes s'organitzen a través del "Centre de persones", i es poden afegir contactes de manera manual o importats-los des de Facebook, Windows Live Contacts, Twitter, LinkedIn, Google. Es poden importar contactes manualment des de Outlook utilitzant Windows Live Contacts o Gmail. A la secció "Novetats" es mostra informació nova i una secció "Fotos" mostra imatges de les xarxes socials fetes pels contactes. La secció "Jo" mostra l'estat i el mur de les xarxes socials de l'usuari del telèfon, permetre que l'usuari actualitzi el seu estat, i visiteu Bing i Facebook Places. Els contactes també es poden fixar a la pantalla d'inici. La "Rajola Dinàmica" de contactes mostra l'estat de la xarxa social i la imatge de perfil a la pantalla d'inici. Quan fem clic a la fitxa del contacte o accedim a la seva targeta al concentrador "Persones", es mostrarà la seva activitat recent a les xarxes socials, així com la resta de la seva informació de contacte.
Si un contacte té informació emmagatzemada a diverses xarxes, els usuaris poden enllaçar els dos comptes de contacte diferents, permetent visualitzar i accedir a la informació des d'una sola targeta. A partir de Windows Phone 7.5, els contactes també es poden ordenar a "Grups". Aquí, la informació de cadascun dels contactes es combina en una sola pàgina a la qual es pot accedir directament des del centre o fixar-se a la pantalla d'inici.

### Email
Windows Phone supports Outlook.com, Exchange, Yahoo! Mail, and Gmail natively and supports many other services via the POP and IMAP protocols. For the native account types, contacts and calendars may be synced as well. Users can also search through their email by searching in the subject, body, senders, and receivers. Emails are shown in threading view and multiple email inboxes can be combined or kept separate.

### Multimèdia
El "Centre de Música + Vídeos" permet a l'usuari accedir a música, vídeos i podcasts emmagatzemats al dispositiu i enllaços directament amb la "Xbox Music Store" per comprar música o llogar amb el servei de subscripció Xbox Music Pass. Quan navega per la música d'un artista en concret, els usuaris poden veure biografies i fotografies d'artistes, proporcionades per la música de Xbox. Aquest centre s'integra amb moltes altres aplicacions que proporcionen serveis de vídeo i música, inclosos, entre d'altres, iHeartRadio, YouTube, i Vevo. Aquest centre també inclou Smart DJ que recopila una llista de reproducció de cançons emmagatzemades al telèfon similar a la cançó o artista seleccionada. Les pel·lícules comprades i altres vídeos es poden reproduir a través de Xbox Video.
El Centre de Fotografies mostra a l'usuari els àlbums de fotos de Facebook i SkyDrive, així com fotos realitzades amb la càmera integrada del telèfon. Els usuaris també poden pujar fotos a xarxes socials, comentar fotos pujades per altres persones i etiquetar fotos publicades a les xarxes socials. Els gestos multi-tàctics permet aumentar o disminuir el zoom de les fotos.

#### Suport multimèdia
Windows Phone suporta els estàndards WAV, MP3, WMA, AMR, AAC/MP4/M4A/M4B i 3GP/3G2. Els formats de fitxer de vídeo compatibles amb WP inclouen els estàndards WMV, AVI, MP4/M4V, 3GP/3G2 i MOV. Aquests formats d'àudio i vídeo compatibles dependrien dels còdecs que hi figuren. També s'ha informat anteriorment que els còdecs DivX i Xvid amb el format d'arxiu AVI també es poden reproduir en dispositius WP.
Després de l'actualització "Mango", Windows Phone 7 va afegir la possibilitat que els usuaris tinguin tons de trucada personalitzats. Els fitxers d'àudio de to ha de ser inferior a 1 MB i tenir menys de 40 segons. Els tons de trucada personalitzats encara no es poden utilitzar per als missatges de text o correus electrònics.

### Jocs
El "Centre de Jocs" proporciona accés a jocs en un telèfon, juntament amb les funcionalitats de Xbox Live, incloent la capacitat a l'usuari de interarticular amb el seu avatar, veure i editar el seu perfil, veure els seus assoliments i veure taules de classificació, i enviar missatges als teus amics a Xbox Live. El centre de jocs també inclou una àrea per gestionar invitacions i convertir notificacions en jocs multijugador basats en el torn.

### Cerca
Els requisits del maquinari de Microsoft estableixen que tots els dispositius que tinguin Windows Phone 7 han de tenir un botó de Cerca dedicat a la part frontal del dispositiu que realitzi accions diferents. Si es prem el botó de cerca mentre s'obre una aplicació, els usuaris poden cercar aplicacions que aprofiti aquesta característica; Per exemple, prement Cerca al centre de persones permet als usuaris cercar la seva llista de contactes per a persones concretes. Tanmateix, això s'ha canviat a Windows Phone 7.5, ja que el botó de cerca està reservat per a Bing, de manera que les aplicacions que anteriorment utilitzaven aquesta funció (com ara Marketplace) ara inclouen botons de cerca suau.
En altres casos, al prémer el botó de cerca es permetrà que l'usuari faci una cerca de llocs web, notícies i ubicacions de mapes utilitzant l'aplicació de Bing.
Windows Phone també té una funció de reconeixement de veu, impulsat per TellMe, que permet que l'usuari realitzi una cerca Bing, truqueu a contactes o inicieu les aplicacions simplement parlant. Això es pot activar prement i mantenint premut el botó d'inici del telèfon.
Bing és el motor de cerca predeterminat en els telèfons Windows Phone perquè les seves funcions estan profundament integrades al sistema operatiu (que també inclou la utilització del seu servei de mapes per a cerques i consultes basades en la ubicació). No obstant això, Microsoft ha declarat que es poden utilitzar altres motors de cerca.
A part de cerques basades en la ubicació, també proporcionen Bing Maps a Windows Phone 7 amb servei de navegació pas a pas per als usuaris de Windows Phone i Local Scout mostra punts d'interès com atraccions i restaurants de la zona propera. Bing Audio també permet que l'usuari coincideixi amb una cançó amb el seu nom, mentre que Bing Vision permet que l'usuari llegeixi codis de barres, codis QR i etiquetes.

### Suite d'Office
Tots dispositius amb Windows Phone tenen l'aplicació de Microsoft Office Mobile, que proporciona la interoperabilitat entre Windows Phone i la versió d'escriptori de Microsoft Office. Les aplicacions Word Mobile, Excel Mobile, PowerPoint Mobile, and SharePoint Workspace Mobile permet que la majoria dels formats de fitxers de Microsoft Office es vegin i editin directament en un dispositiu Windows Phone.
Microsoft Office també pot obrir fitxers de SkyDrive i Office 365, així com fitxers emmagatzemats localment al telèfon. Els fitxers d'Office a Windows Phone 7 estan ordenats per rajoles: documents de Word (rajola blava), fulls de càlcul Excel (rajola verda), presentacions de PowerPoint (rajola vermella) i documents OneNote (rajola violeta).

### Multitasca
Windows Phone 7 disposa d'un commutador de tasques basat en targetes al qual es pot accedir prement i mantenint premut el botó Enrere. Les captures de pantalla de les cinc últimes aplicacions obertes es mostren com a targetes. Les aplicacions es poden continuar utilitzant fins i tot quan no es visualitzen a través de "Agents en temps real".

### Sincronització
Zune software s'utilitza per gestionar i sincronitzar contingut en dispositius Windows Phone 7 amb el PC. Windows Phone 7 pot sincronitzar-se sense fil amb el programari. A més d'accedir als dispositius Windows Phone, el programari de Zune també pot accedir al Zune Marketplace per comprar música, vídeos i aplicacions per a Windows Phone i els productes de Zune. Tot i que la música i els vídeos s'emmagatzemen localment a la PC i al telèfon, les aplicacions només s'emmagatzemen al telèfon, fins i tot si es compren al programari de Zune. El programari de Zune també s'utilitza per lliurar actualitzacions de programari a tots els dispositius Windows Phone 7.
El programari de Zune no està disponible per a Mac OS X, però Microsoft ha llançat Windows Phone Connector, que permet sincronitzar els dispositius Windows Phone amb iTunes i iPhoto. Això ha estat succeït per l'Aplicació de Windows Phone, que està dissenyat per a Windows Phone 8, però també pot sincronitzar-se amb els dispositius Windows Phone 7.

## Funcions eliminades
Mentre que Windows Phone conté moltes funcions noves, una sèrie de capacitats i certs programes que formaven part de versions anteriors fins a Windows Mobile 6.5 van ser eliminades o canviades.
A continuació es mostra una llista de característiques que estaven presents en Windows Mobile 6.5 però que van ser eliminades a Windows Phone 7.0.

### Trucades
- La llista de trucades telefòniques anteriors ara és una llista única i no es pot separar a les trucades entrants, sortints o extraviats.[39]

### Sincronització
- Windows Phone no és compatible amb la sincronització USB amb el calendari, contactes, tasques i notes de Microsoft Outlook a diferència de versions anteriors de Windows Mobile amb escriptori ActiveSync.[40][41] La sincronització de contactes i cites es fa a través dels serveis basats en el núvol (Windows Live, Google, o Exchange Server), i no es proporciona cap mètode per sincronitzar aquesta informació directament amb un PC.[42] El programari de tercers, com ara Akruto Sync, proporciona algunes d'aquestes funcionalitats.[43][44] Es va presentar una petició a Microsoft per restablir la sincronització USB per a Outlook.[45]

### Altres
- Adobe Flash[46]

### Característiques implementades posteriorment a Windows Phone 7.5
- Socket d'Internets[47]
- Retallar, copiar i enganxar[48]
- Multitasca partial per a les aplicacions de tercers[49]
- Connectar-se a unts d'accés (accés sense fils) Wi-Fi amb SSID ocult, però sense WPA[50][51][52]
- Tethering a un ordinador[53][55][56]
- So de trucada entrant personalitzat[57]
- Safata d'entrada universal per al correu electrònic[58]
- Missatges USSD[59]
- Trucant mitjançant una aplicació independent de VoIP[47][60]

### Característiques implementades posteriorment a Windows Phone 8.0
- Targetes SD desmuntables[61][64]
- Emmagatzematge massiu USB[65]
- Transferències d'arxius mitjançant Bluetooth[66]
- Connectar-se a unts d'accés (accés sense fils) Wi-Fi amb SSID ocult i protecció WPA[51]
- Sideloading per a aplicacions corporatives[61]
- videotrucades VoIP i IP integrades a l'aplicació del telèfon[66][67]
- Suport per a documents d'Office amb permisos de seguretat[note 1]
- Xifratge en el dispositiu[69]
- Contrasenyes fortes[39]
- Suport complet d'Exchange[note 2]
- Aplicacions nadiues
- Multitasca de fons complet[71]

### Característiques implementades posteriorment en Windows Phone 8.1
- Seguretat IPsec (VPN)
- Sistema complet de gestor de fitxers
- La visualització 'setmanal' a l'aplicació Calendari
- Cerca universal
- Trucades de vídeo UMTS/LTE[72]

## Maquinari
Per proporcionar una experiència més coherent entre dispositius, en els dispositius Windows Phone 7 calen per complir un determinat conjunt de requisits de maquinari, que Andy Lees, vicepresident sènior de Microsoft de negocis de comunicacions mòbils, va qualificar de "dur, però just". Tots els dispositius Windows Phone 7, com a mínim, han d'incloure el següent:
| Requisits de maquinari mínim de Windows Phone 7                                                                        |
| --- |
| Capacitiva, pantalla multitàctil amb 4 punts i resolució WVGA (480×800)                                                |
| ARM v7 "Cortex/Scorpion" – Snapdragon QSD8X50, MSM7X30, i MSM8X55                                                      |
| GPU capaç de representar DirectX9                                                                                      |
| 256 MB de RAM (a partir de Tango) amb almenys 4 GB de memòria flaix                                                    |
| Acceleròmetre, sensor de llum ambiental, sensor de proximitat i GPS Assistit                                           |
| Sintonitzador de ràdio FM                                                                                              |
| Sis (6) botons de maquinari dedicats: retrocedir, iniciar, cercar, càmera de 2 etapes, botons de potència / so i volum |
| Maquinari opcional: càmera frontal, brúixola i giroscopi                                                               |

Anteriorment, els dispositius Windows Phone 7 havien de tenir 512 MB de RAM. A partir de l'actualització "Tango", es van revisar els requisits per permetre que els processadors de xips tinguessin processadors més lents i que els dispositius tinguessin un mínim de 256 MB de RAM. Algunes característiques del sistema operatiu i la capacitat d'instal·lar determinades aplicacions que requereixen recursos són desactivades en dispositius Windows Phone amb menys de 512 MB de RAM.

## Recepció
Què Engadget i Gizmodo se sentien notables omissions en un SO intel·ligent modern s'han tractat en gran manera a l'actualització de Mango. ZDNet va elogiar el teclat virtual de l'OS i va assenyalar l'excel·lent precisió tàctil i el poderós programari de correcció i revisió. La capacitat de resposta tàctil del sistema operatiu també ha estat elogiada universalment pels tres llocs, amb els revisors que prenen nota de la suavitat del desplaçament i els gestos com pessic per ampliar la navegació web.
PCWorld va córrer un article anomenat "Windows Phone 7: Microsoft's Disaster" citant el que ells anomenen "una falta de seguretat, aplicacions d'Office sorprenentment dolentes, una interfície que no s'ha realitzat una còpia de seguretat sota el capó i l'abandonament de la base de clients completa de Microsoft".
La recepció a la interfície d'usuari "Metro" (també anomenada Modern-Style UI) i la interfície general del sistema operatiu també han estat molt elogiats pel seu estil, amb ZDNet observant la seva originalitat i aspecte net i polit. Engadget i ZDNet van aplaudir la integració de Facebook al centre de Persones, així com altres funcions integrades, com Windows Live, etc.

### Premis
Windows Phone 7 es va presentar amb un total de tres premis en el International Design Excellence Awards 2011, votada per un jurat independent en un esdeveniment copatrocinat per Microsoft, entre d'altres; Or en l'experiència de productes interactius, Plata en Recerca i Bronze en l'Estratègia de disseny.
"Windows Phone 7 es va construir al voltant de la idea que l'usuari final és el rei. L'equip de disseny va començar per definir i comprendre les persones que utilitzarien aquest telèfon. Estava convençut que podria haver una millor experiència d'usuari per a un telèfon, que gira més sobre quins són els usuaris més que el que fan. Windows Phone 7 permet als usuaris entrar ràpidament, sortir i tornar a les seves vides ".
A la cerimònia de lliurament de premis, Windows Phone 7 va rebre el premi "People's Choice Award", i guanyador del premi Gold IDEA 2011 ".